# TOR (protein)

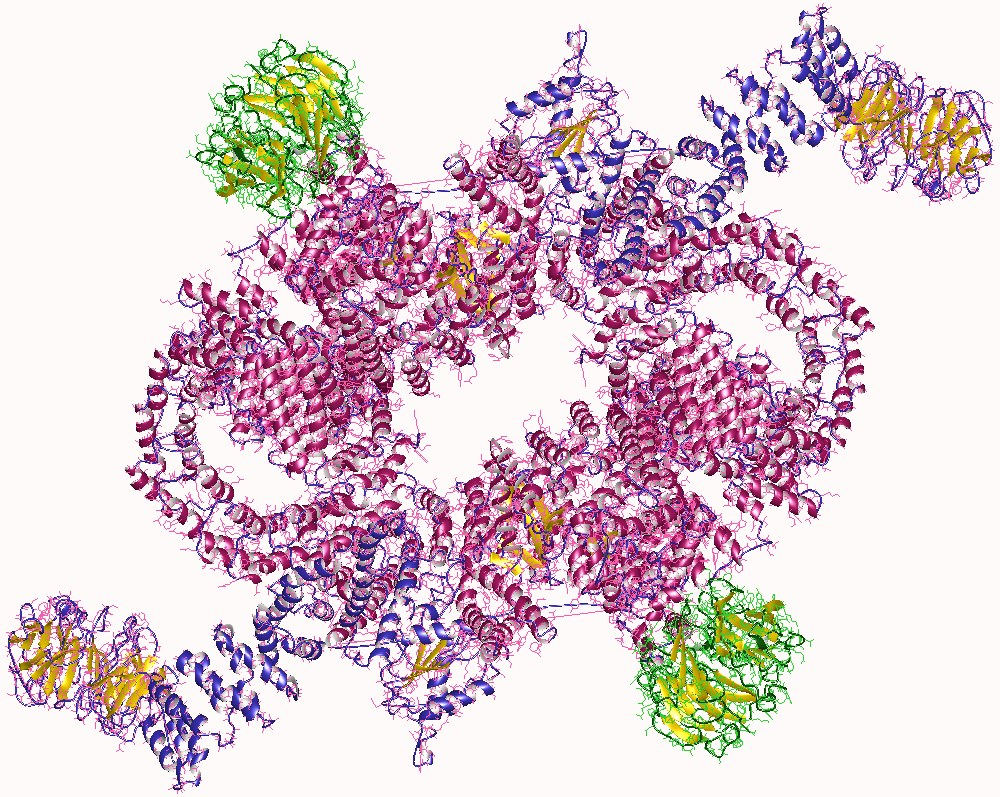
mTOR v komplexu s dalšími proteiny (heterodimerní mTORC1)

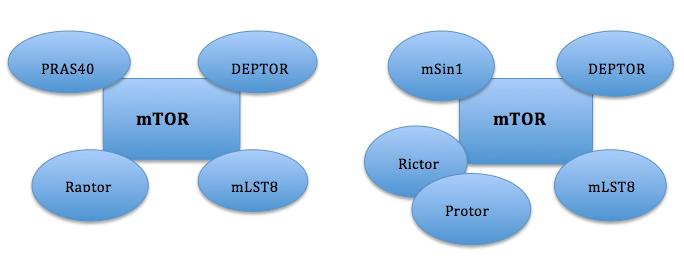
Schematický diagram obou mTORC komplexů

TOR (z angl. target of rapamycin) je silně konzervovaná serin/threoninová kináza, která se u eukaryotických organismů podílí na regulaci buněčného růstu, metabolismu a odpovědi na přítomnost živin, růstových faktorů či odpovědi na stres. TOR protein byl nejprve objeven v kvasinkách, ale dnes je znám u všech eukaryot včetně rostlin, háďátek, octomilek i savců. Savčí TOR se označuje jako mTOR (z angl. mammalian target of rapamycin). Název TOR resp. mTOR je odvozen od imunosupresivní látky jménem rapamycin, která se v těle váže na protein FKBP12, jenž následně získá schopnost alostericky inhibovat mTOR.

## TORC
TOR na sebe váže další proteiny v rámci větších komplexů, které se následně označují jako TORC (TOR complex). U savců je označujeme jako mTORC1 a mTORC2. mTORC1 z nich je citlivý na rapamycin a skládá se z proteinů mTOR, raptor a mLST8. Reguluje buněčný růst z časového hlediska (spuštění a ukončení růstu), proteosyntézu, transport živin a autofagii. mTORC2 se skládá z proteinů mTOR, rictor, mSIN1, PRR5 a mLST8 a není citlivý na rapamycin. Podílí se spíše na regulaci prostorového aspektu růstu (např. modulováním aktinového cytoskeletu).
Aktivace mTORC1 je kanonický proces regulující buněčný růst. Hormony a růstové faktory aktivují mTORC1 skrze malou GTPázu Rheb. Aminokyseliny spouštějí jinou kaskádu s podobným výsledkem, tentokrát přes GTPázy Rag rodiny. Obecně má mTOR tzv. pro-survival účinek, tzn, podporuje buněčný růst, proliferaci a diferenciaci a působí antiapoptoticky.